# Hylaea fasciaria
Espèce
Hylaea fasciaria, la Métrocampe verte ou Bilieuse, est une espèce de lépidoptères (papillons) de la famille des Geometridae, de la sous-famille des Ennominae.

## Répartition
Ce papillon vit en Europe centrale et septentrionale, dans l'Oural, dans le Caucase, dans l'Altaï et en Sibérie orientale.

## Description
L'adulte a une envergure de 27 à 40 mm. Il peut prendre deux formes de coloration différente : la forme typique (fasciaria) a un fond rose, la forme prasinaria a des ailes de couleur verte. On peut rencontrer des formes individuelles présentant le mélange des deux colorations.

## Biologie
En France, elle est largement répartie de la plaine à la montagne. Elle fréquente les forêts de conifères.
Le papillon vient à la lumière, mais peut aussi se rencontrer de jour.
L'espèce est bivoltine (avril-mai et août-septembre), sauf en montagne où elle ne vole qu’en juillet.
Sa larve se nourrit de conifères :
- Abies - Sapin
- Picea - Épicéa
- Pinus - Pin
- Larix - Mélèze